# Museu de l'Home i la Tecnologia
El Museu de l'Home i la Tecnologia (castellà: Museo del Hombre y la Tecnología) és un museu històric i científic de la ciutat de Salto, al nord-oest de l'Uruguai.

## Història
El museu s'ubica a un edifici construït entre 1909 i 1915, on va funcionar el Mercat Central de Salto. Es l'únic museu d'aquest tipus a l'àrea riuplatenca, de característiques nacionals i de transcendència regional.
Té onze sales perimetrals i un espai central, on es poden conèixer les diferents èpoques en què l'evolució tecnològica va anar canviant la vida de l'home. El director n'era el professor Mario Trindade fins 2010.